# S.S.R.-N.U.
S.S.R.-N.U. (voluit: 'Nieuwe afdeling Utrecht der Societas Studiosorum Reformatorum') is een algemene christelijke studentengezelligheidsvereniging in de Nederlandse stad Utrecht. De vereniging is lid van de FUG en het BOCS. De vereniging beschouwt zichzelf als de voortzetting van de in 1906 opgerichte Utrechtse afdeling van de S.S.R.-Unie.

## Geschiedenis
S.S.R.-N.U. werd opgericht als tegenreactie op de ontwikkelingen binnen de Utrechtse afdeling van de Societas Studiosorum Reformatorum, de S.S.R.-Utrecht. Deze Utrechtse tak van S.S.R. werd opgericht op 17 oktober 1906. Aanvankelijk was de Utrechtse afdeling alleen toegankelijk voor mannelijke studenten. Vanaf 1921 werden ook vrouwen toegelaten als lid. In de jaren zestig van de 20ste eeuw begon in Nederland de ontzuiling in te zetten. De verschillende S.S.R.-afdelingen begonnen hierdoor steeds meer een eigen koers te varen. Dit leidde in 1969 tot de opheffing van de S.S.R.-Unie, waarna de verschillende afdelingen als koepelloze organisaties verdergingen.
Door onenigheid over de grondslag van de vereniging ontstond begin jaren 70 de ondervereniging B.I.T.O.N. (een afkorting van Ben Ik Terecht Of Niet), die zich ertegen verzette dat S.S.R.U. haar binding met het christelijk geloof leek te verliezen: het evangelie had op dat moment vooral nog in de statuten een plaats, maar kwam in de praktijk nauwelijks tot uiting. B.I.T.O.N. splitste zich daarom in 1972 af van S.S.R.U. en vormde een nieuwe vereniging. Omdat het in B.I.T.O.N. ook niet mogelijk bleek om het christelijk geloof als grondslag van de vereniging te ervaren, stichtte een van haar oprichters op 31 oktober 1973 een nieuwe S.S.R.-afdeling in Utrecht: S.S.R.-N.U. De vereniging nam enkele onderverenigingen van S.S.R.U. over, en ook de reünistenvereniging van het oude S.S.R.U. kreeg hier een plaats.

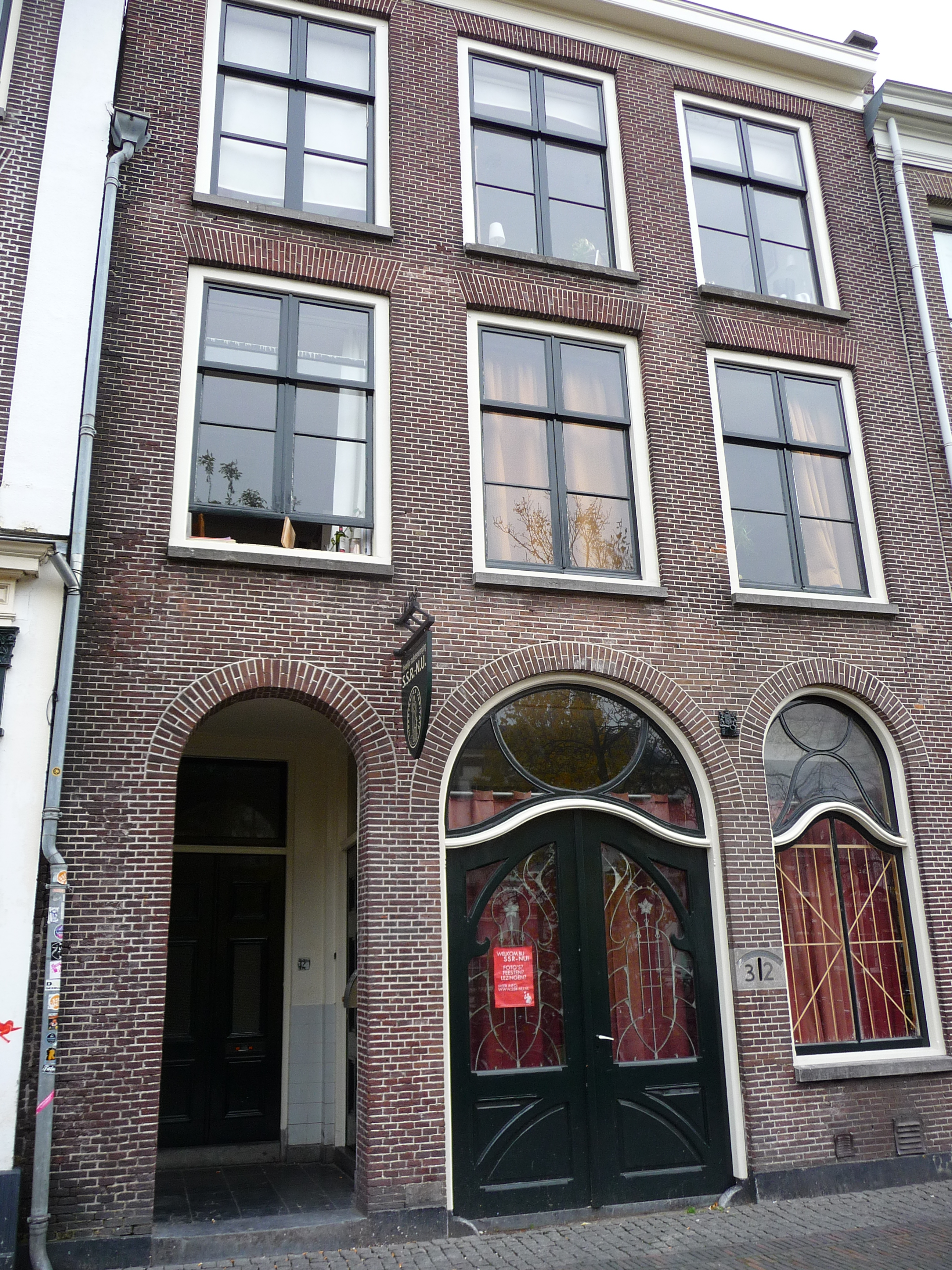
N.I.S.A.T.A.

In 1982 was de vereniging dermate gegroeid dat kon worden overgegaan tot aanschaf van een pand aan de Oudegracht. In dit pand werd de sociëteit N.I.S.A.T.A. alsmede enkele studentenkamers gevestigd. S.S.R.-N.U. is de enige studentenvereniging in Utrecht met een van de voor Utrecht typische werfkelders .
Als een van de weinige studentenverenigingen kende S.S.R.-N.U. een dubbele bestuursstructuur. Allereerst bestond er een Bestuur der Afdeling (AB) dat zorg droeg voor de vereniging als organisatorische eenheid, het welzijn van de leden en de representatie naar buiten. Verder was er een Bestuur der Sociëteit (SB) dat het pand N.I.S.A.T.A. beheerde en de sociëteitsavonden organiseerde. Sinds 2012 bestaat er één samengevoegd Bestuur der Afdeling. Leden van S.S.R.-N.U. wordt gevraagd de grondslag "De boodschap van de Bijbel als richtsnoer voor het leven" te onderschrijven of respecteren. Hierdoor is het voor zowel christelijke als niet-christelijke studenten mogelijk om volwaardig lid te worden van S.S.R.-N.U..

## Activiteiten
De activiteiten van de vereniging zijn gebaseerd op de tweeslag 'feesten en diepgang'. De vereniging heeft als belangrijkste doel om leden naast gezelligheid brede verdieping te bieden op levensbeschouwelijk en cultureel-maatschappelijk gebied. Voor haar leden organiseert de vereniging sociëteitsavonden, lezingen en kringen waarin zowel christelijke als maatschappelijk onderwerpen worden besproken. Verschillende subverenigingen zorgen voor sportieve en culturele activiteiten.
De vereniging heeft een sterke dispuutscultuur. Disputen vormen binnen de vereniging de belangrijkste verbanden voor leden onderling. Van de oude afdeling bestaan (gedeeltelijk heropgericht) thans het meisjesdispuut I.O.V.E., het herendispuut N.E.P. en gemengd dispuut co.CO.cu., dat ten tijde van haar oprichting het eerste en enige gemengde dispuut in Nederland was, nog steeds binnen S.S.R.-N.U. Deze zijn bij de oprichting van S.S.R.-N.U. overgestapt naar de nieuwe afdeling. Van S.S.R.U. bestaat in Utrecht thans nog een vierde dispuut, O.L.K.A.D.E.K.K., binnen B.I.T.O.N..
Voor de buitenwereld worden ook activiteiten georganiseerd. Zo zijn er regelmatig openbare lezingen over filosofische, religieuze en politieke onderwerpen en worden er debatten georganiseerd. Onder andere Arie Slob, Jesse Klaver, Thierry Baudet en Vera Bergkamp waren hier al bij aanwezig. Verder worden er sporadisch festivals georganiseerd, zoals een muziekfestival of een literatuurfestival.

## Externe banden
S.S.R.-N.U. onderhoudt contacten met de andere lokale christelijke studentenverenigingen Sola Scriptura, VGSU, Ichthus Utrecht en NSU via het B.O.C.S. Met de rest van de Utrechtse studentenverenigingen (B.I.T.O.N., het Utrechtsch Studenten Corps, de U.V.S.V./N.V.V.S.U., Unitas SR, C.S. Veritas en UMTC) onderhoudt zij banden via de F.U.G.
S.S.R.-N.U. heeft, in tegenstelling tot haar voorganger S.S.R.U., nooit deel uitgemaakt van een landelijke koepelorganisatie. Wel heeft zij vriendschappelijke betrekkingen met enkele andere koepelloze christelijke studentenverenigingen, middels het O.Z.O.N.-verband. S.S.R.-N.U. is geen lid van IFES-Nederland. Sinds 2019 is de vereniging lid van de Landelijke Kamer van Verenigingen (LKvV).

## Bekende oud-leden en ereleden
- Rutger Bregman, Journalist, schrijver en mede-oprichter van De Correspondent
- Roel Kuiper, erelid vanaf 2016, senator ChristenUnie, historicus, filosoof en politiek theoreticus
- Peter van Dalen, ambtenaar en Europarlementariër ChristenUnie
- Cees Dekker, erelid vanaf 2008, hoogleraar moleculaire biofysica aan de Technische Universiteit Delft
- Bernd Wallet, aartsbisschop van de Oudkatholieke Kerk
- Willem Aantjes, fractievoorzitter van de ARP en later het CDA, oud-Kamerlid
- George Puchinger, historicus en publicist.
- Pieter van Dijke, erelid van 1988 tot 2003, commissaris der Koningin van Utrecht; burgemeester van Gouda en secretaris-generaal Binnenlandse Zaken
- Jan Donner, erelid van 1975 tot 1981, oud-minister van Justitie; president Hoge Raad der Nederlanden.
- Willem Hendrik Gispen, bioloog en neurowetenschapper, emeritus rector magnificus Universiteit Utrecht
- Job de Ruiter, erelid van 2003 tot 2015, oud-minister van Justitie en minister van Defensie; emeritus rector magnificus van de Vrije Universiteit Amsterdam
- Antoon Veerman, Kamerlid, partijvoorzitter ARP en staatssecretaris Onderwijs en Wetenschappen
- Jan Terlouw, Kamerlid, vice-premier, commissaris der Koningin van Gelderland en kinderboekenschrijver
- Eppe Beimers, erelid vanaf 2023, heroprichter S.S.R.-N.U.
- Maarten Veldhuijzen, erelid vanaf 2023, heroprichter S.S.R.-N.U..